# 江戸川プールガーデン

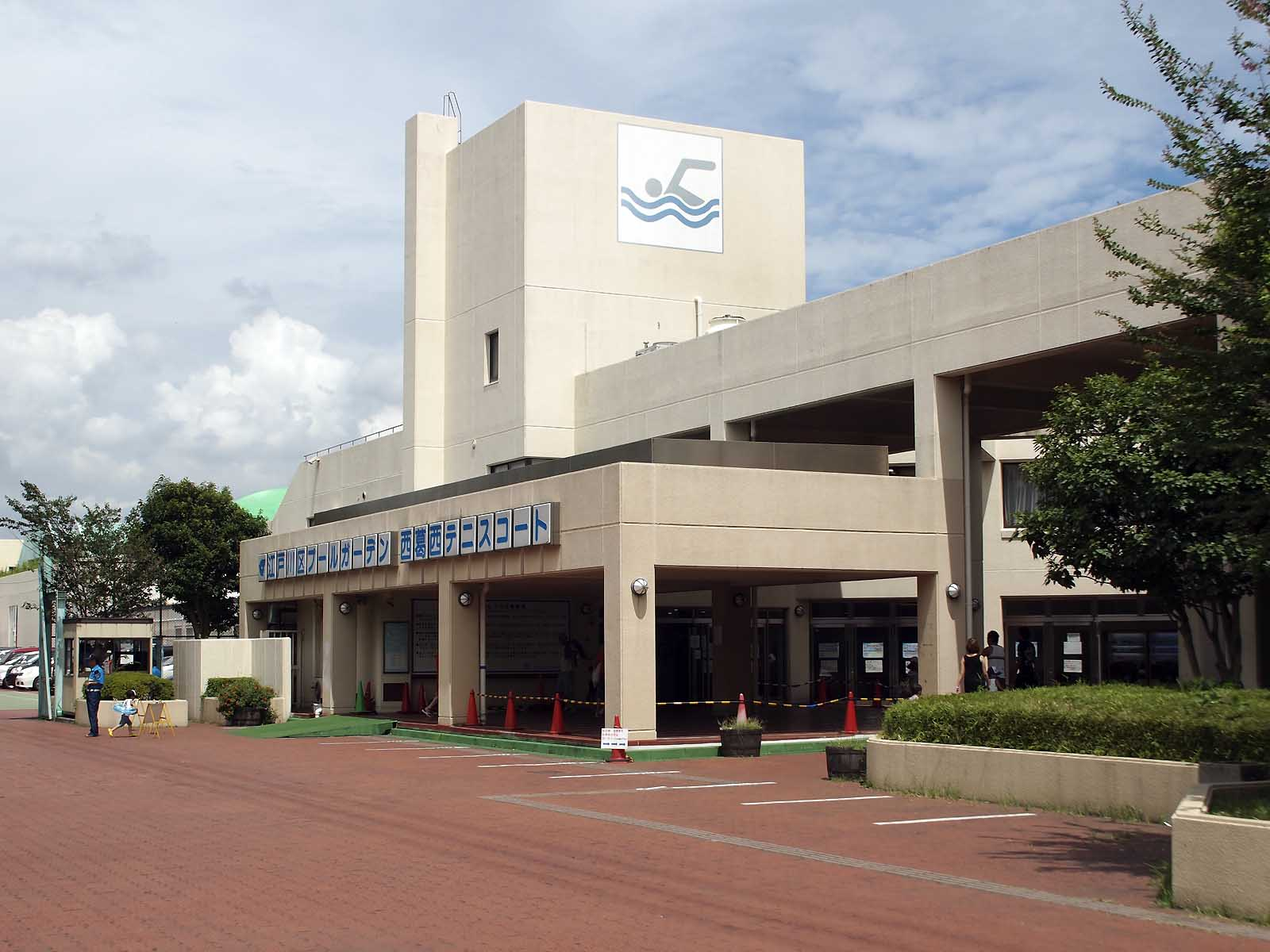
江戸川プールガーデン／西葛西テニスコートの入口（2010年）

江戸川プールガーデン（えどがわプールガーデン）は、かつて東京都江戸川区西葛西に存在した江戸川区が運営・管理していたプール施設である。正式名称は「江戸川区プールガーデン」。指定管理者制度により、2013年廃止時点での管理者は京葉興業であった。

## 歴史
葛西地域の土地区画整理事業を進める中で、当地域にあった東京電力の高圧線付近の土地利用が課題となった。
江戸川区は、これら土地を東京電力より無償で提供を受けたうえで、24haの都市公園として利用することとした。1980年（昭和55年）4月に「総合レクリエーション公園建設審議会」を設け、1981年（昭和56年）3月に「総合レクリエーション公園基本計画」を作成した。
その後、1982年以降順次公園や関係施設が開業することとなり、その中で江戸川区プールガーデンも1984年（昭和59年）7月1日に開業した。
2009年（平成21年）の調査で劣化が相当数確認されるとともに、2012年（平成24年）にはプールサイドの陥没が確認された。
江戸川区は、これらの状況を踏まえた上で2013年（平成25年）6月25日、施設の老朽化に伴い、プールを廃止することとした。2014年以降は「西葛西テニスコート」としての営業に専念することがアナウンスされた。プール廃止後は公園としての整備が行われ、2015年3月15日からは江戸川区南部の防災拠点の機能を併せ持つ「葛西防災公園」として開放され、西葛西テニスコートも営業を再開している。
- 1980年（昭和55年）4月 - 江戸川区が総合レクリエーション公園建設審議会を設ける[2]。
- 1981年（昭和56年）3月 - 江戸川区が総合レクリエーション公園基本計画を作成する[2]。
- 1984年（昭和59年）7月1日 - 江戸川区プールガーデンが開業する[2]。
- 2009年（平成21年） - 劣化調査により緊急補修を実施する[6]。
- 2012年（平成24年）9月 - プールサイドで陥没が発見される[7]。
- 2013年（平成25年）
  - 3月 - レーダー調査により、地下に十数カ所の空洞があることが確認される[7]。
  - 4月 - 2013年の営業を中止する旨を発表する[8]。
  - 6月25日 - 施設の老朽化を踏まえて、営業の終了を発表する[3][4][6]。
  - 12月27日 - 解体工事の入札が行われ、内村工業が落札（予定工期は、2014年1月7日から3月14日まで）[9]。
- 2015年（平成27年）3月15日 - 跡地に葛西防災公園がオープンする[5]。

## 所在地
東京都江戸川区西葛西8丁目17番1号

## 施設
管理棟などの建物は、鉄骨鉄筋コンクリート造の3階建てであり、全体の敷地面積は約22,370m2であった。
プールは、以下が設置されていた。
- ジャンボプール：36.6×33m、水深0.9～1.0m
- トビウオプール：36.6×18.3m、水深0.9～1.2m
- 流れるプール：1周180×7m、水深1.0m
- スライダープール：すべり台28.0m、水深0.6～0.8m
- ジャブジャブプール：4×24m（楕円形）、水深0.3～0.4m

## 料金
廃止前の2012年の料金は以下の通りであった。
- 高校生以上 500円
- 小中学生 200円
- 幼児 100円
- 4歳未満無料

## 営業時間
廃止前の2012年の営業時間は以下の通りであった。
9:00～17:00

## 営業期間
6月下旬～9月上旬
（9月中旬から6月までは、「西葛西テニスコート」として営業し、プールの営業は行っていない）

## アクセス
- 東京メトロ東西線西葛西駅から徒歩15分。
  - 都営バス西葛20系統「なぎさニュータウン」「葛西臨海公園駅」行き
  - 都営バス臨海22系統・両28系統「臨海車庫」行き
- 都営新宿線船堀駅から都営バス臨海22系統「臨海車庫」行き
- JR総武線錦糸町駅から都営バス錦22系統「臨海車庫」行き
- JR総武線新小岩駅・都営新宿線一之江駅から都営バス新小30系統「東京臨海病院」行き
  - いずれも中葛西七丁目停留所下車すぐ

プール営業期間中は都営バスが一之江駅から葛西駅経由で臨時シャトルバスを運行していたが、後年運行を休止している。1986年までは京成バスとの共同運行で、小岩駅からも運行されていた。